# Setor Médico Hospitalar Sul

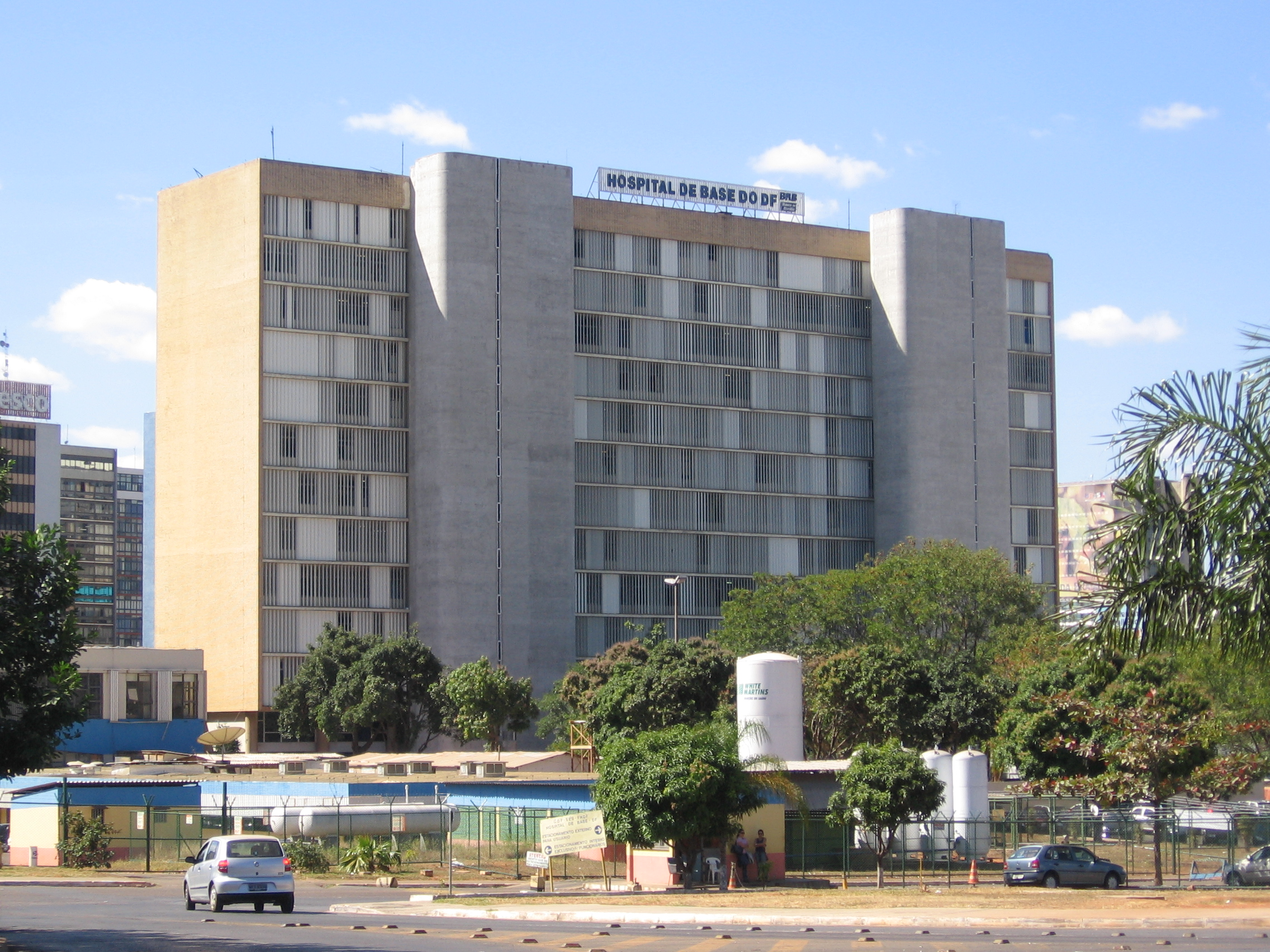
Uma vista do Hospital de Base do Distrito Federal

O Setor Médico Hospitalar Sul (SMHS) é um setor voltado a saúde localizado na Asa Sul, em Brasília, no Distrito Federal. Lá ficam importantes centros hospitalares de Brasília, como o Hospital de Base e o primeiro Hospital Sarah.

## Estrutura

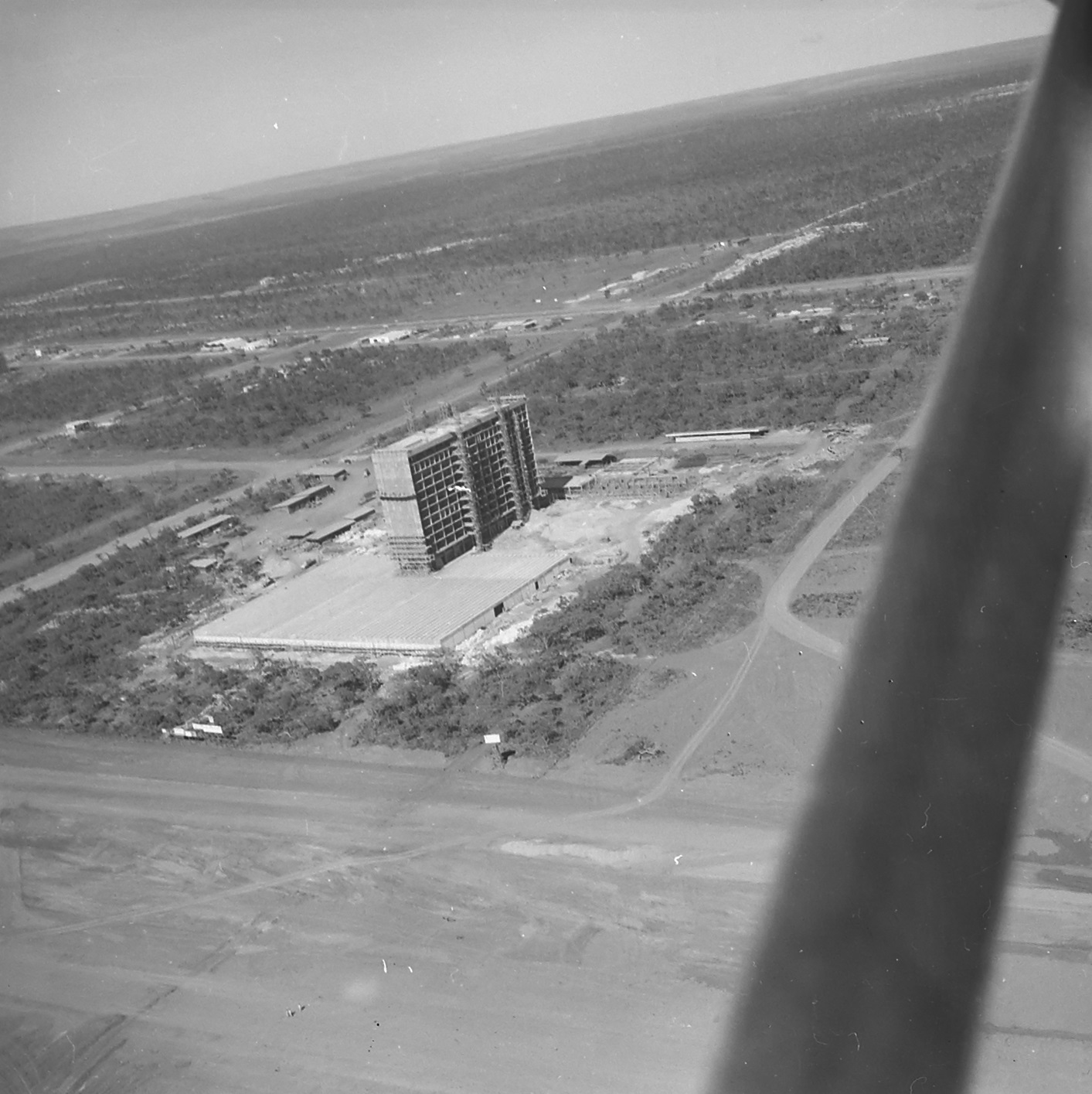
O SMHS ainda vazio. O prédio sendo construído é o Hospital de Base.

O SMHS é constituído por várias edificações de saúde. Além deles, ficam na área o Edifício da Central de Processamento de Dados (CPD) da Secretaria de Estado de Saúde do Distrito Federal (SES/DF) e o Edifício Pioneiras Sociais.

### Hospital de Base do Distrito Federal
Seu nome inicial era Hospital Distrital. Inaugurado em 12 de setembro de 1960, poucos meses após a inauguração de Brasília, o Hospital de Base foi originalmente pensado como uma unidade de saúde diferente, um modelo, que seria o centro de um sistema hospitalar com outras unidades menores. Esse plano acabou se perdendo, e o hospital se sobrecarregou sem grandes mudanças em sua estrutura em sessenta anos. Ainda assim, é um dos maiores e mais importantes hospitais do Distrito Federal e referência em diversas áreas.

### Hospital Sarah Centro

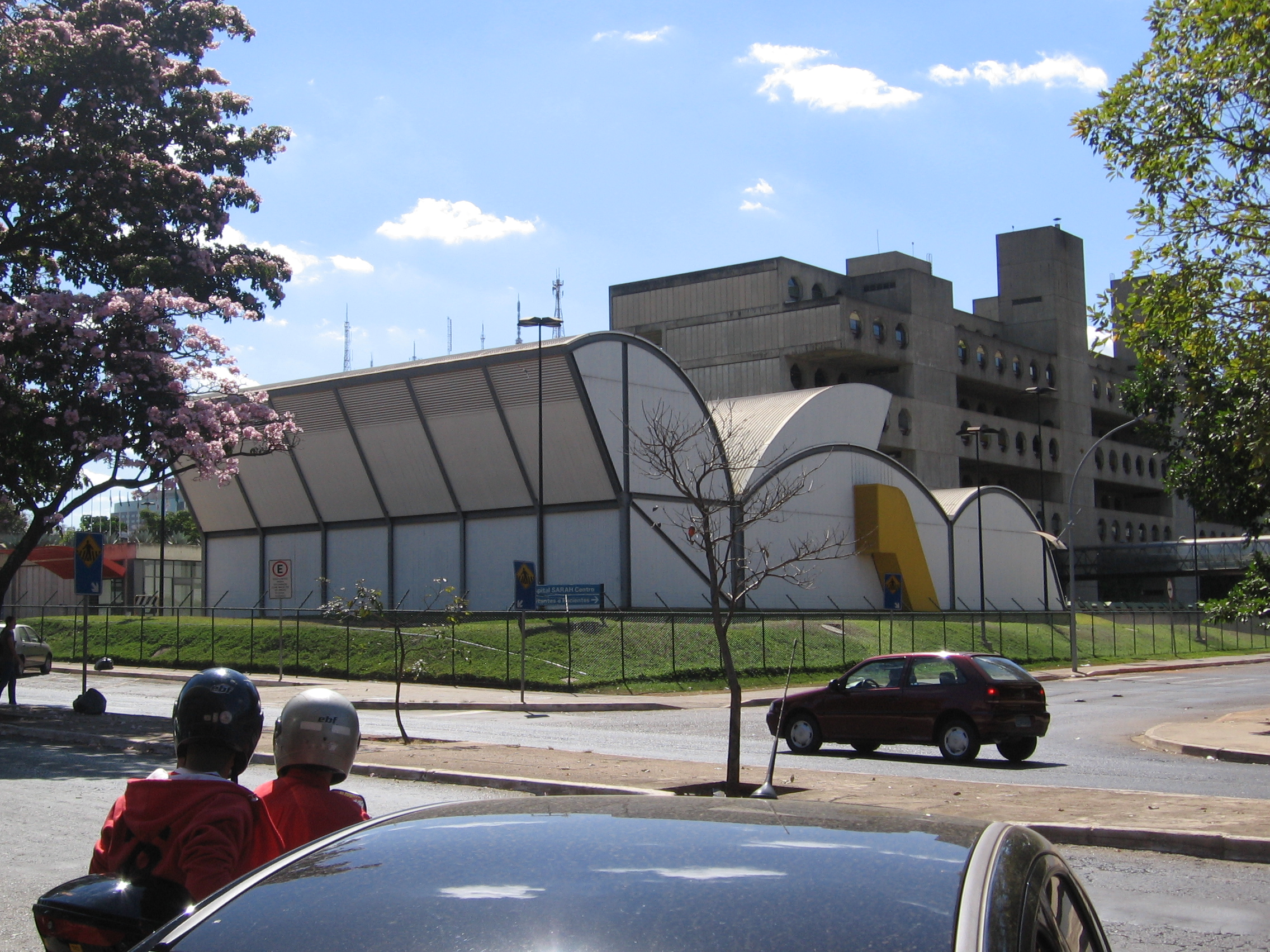
Vista do Hospital Sarah Brasília.

Originalmente Hospital Sarah Kubitschek, uma homenagem a ex-primeira-dama Sarah Kubitschek, o Sarah de Brasília - chamado atualmente de Sarah Centro para não confundir com a unidade no Lago Norte - foi aberto em 1980 e é o primeiro hospital da Rede Sarah, voltado a reabilitação, como atendimento de vítimas de politraumatismos e problemas locomotores. É também conhecido como uma das principais obras de João Filgueiras Lima, o Lelé, que se tornou o principal arquiteto da Rede Sarah e diretor do Centro de Tecnologia da Rede Sarah, voltado a construção dos hospitais. Seus prédios são famosos pelas soluções engenhosas pré-fabricadas.

### Centro Médico de Brasília (CMB)
Nesse setor, encontra-se o Centro Médico de Brasília (CMB), que é um conjunto de blocos de clínicas e consultórios de saúde. Ele oferece atendimento às diversas especialidades médicas, serviços de consultório e laboratório. Foi inaugurado no início da década de 70.